# Paramuricea tenuis
Paramuricea tenuis är en korallart som beskrevs av Addison Emery Verrill 1883. Paramuricea tenuis ingår i släktet Paramuricea och familjen Plexauridae. Inga underarter finns listade i Catalogue of Life.